# Lockheed WP-3D
O Lockheed WP-3D Orion é uma variante do P-3 Orion usada pelo Office of Marine and Aviation Operations (OMAO), uma divisão da National Oceanic and Atmospheric Administration. Somente existem duas aeronaves no mundo e ambas usadas pela NOAA. Cada uma delas é equipada com numerosos equipamentos de coleta de dados meteorológicos, incluindo três radares meteorológicos. Quando em operação, o WP-3D é conhecido como "caçador de furacão".

## Design
Os WP-3Ds são equipados com três radares meteorológicos, um radar de banda C no nariz e na parte inferior da fuselagem e um radar de banda X na cauda da aeronave. Eles também estão equipados com a capacidade de implantar sondas em sistemas de tempestade e possuem sensores de temperatura a bordo e outros equipamentos meteorológicos. Embora as aeronaves não sejam especialmente reforçadas para voar durante furacões, sua estrutura foi reforçada para suportar o peso adicional dos equipamentos.
Ele possui uma antena pintada com listras vermelhas e brancas que se projetam da frente da aeronave acima do nariz, um radar meteorológico Doppler de cauda e outros instrumentos de aparência única pendurados na asa.

## Histórico operacional
A NOAA opera atualmente dois WP-3Ds apelidados de Miss Piggy e Kermit , e seus logotipos apresentam os personagens criados pela Jim Henson Productions. A outra aeronave caçadora de furacões da NOAA, um Gulfstream IV-SP, é chamada de Gonzo. Esses complementam a frota de aeronaves WC-130 operadas pelo 53º Esquadrão de Reconhecimento Meteorológico da Força Aérea dos Estados Unidos. Em 2014, os dois Orions voaram cada um mais de 10.000 horas e enfrentaram e coletaram dados de mais de 80 furacões.
Entre 2015 e 2017, as duas aeronaves passou por grandes reformas, custando um total de US$ 35 milhões. Este trabalho foi realizado pelo Fleet Readiness Center Southeast da Marinha dos Estados Unidos, em Jacksonville, Flórida. O trabalho incluiu novas asas, novos motores mais potentes e radares e aviônicos atualizados. A NOAA prevê que essas mudanças ajudem as aeronaves a voar até entre 2032 e 2037, período em que serão aposentadas e substituídas por outras aeronaves do tipo.